# Rohrbach (Ilmtal-Weinstraße)
Rohrbach is een plaats en voormalige gemeente in de Duitse deelstaat Thüringen, en maakt deel uit van de Landkreis Weimarer Land.
Rohrbach telt  inwoners.

## Geschiedenis
De gemeente maakte deel uit van de Verwaltungsgemeinschaft Nordkreis Weimar op Rohrbach op 1 januari 2019 werd opgenomen in de gemeente Ilmtal-Weinstraße.
Denstedt · Goldbach · Kromsdorf · Leutenthal · Liebstedt · Mattstedt · Niederreißen · Niederroßla · Nirmsdorf · Oberreißen · Oßmannstedt · Pfiffelbach · Rohrbach · Ulrichshalben · Wersdorf · Willerstedt